# Manuel Teira
Manuel Teira Fernández (Torrelavega, Cantabria, 1923 - ibidem, 19 de junio de 1995) fue un político y médico español que desempeñó la función de alcalde de su ciudad natal entre 1979 y 1983, convirtiéndose en el primer alcalde democrático desde la Segunda República española.

## Biografía
Hijo de Gabino Teira, perteneciente al Partido Republicano Radical y que fue concejal de Torrelavega (1931) y presidente de la Diputación Provincial de Santander (1934-1936). Se licenció en medicina por la Universidad de Valladolid y se especializó en cardiología en Los Ángeles.
En 1979 lideró la lista del Partido Socialista de Cantabria al ayuntamiento de Torrelavega y se convirtió en el primer alcalde democrático tras la Guerra Civil, gracias a los apoyos de los concejales de UCD, PCE y ORT. Durante su mandato hubo diferentes huelgas de diferentes colectivos sociales y económicos. No se presentó a la reelección (1983) después de que no aceptara las listas del partido donde había gente que no era de su confianza.
Con motivo del centenario de la concesión del título de Ciudad a Torrelavega (1995), se le nombró Cronista Oficial de Torrelavega.